# 森特 (喬治亞州)
森特（英語：Center）是位於美國喬治亞州傑克遜縣的一個非建制地區。該地的面積和人口皆未知。

## 地理
森特的座標為34°03′21″N 83°25′10″W / 34.05583°N 83.41944°W，而該地的平均海拔高度為251米（即823英尺）。